# Nematicida
Nematicida é um tipo de pesticida usado para matar nematóides parasitas.
Sua formulação sintética ou química é muito eficaz no controle de pragas invisíveis que parasitam as plantações. Quando aplicado, age imediatamente, contribuindo para o vigor das plantas acometidas. Porém, o uso do nematicida químico, apresenta alta toxicidade ao homem, aos animais, como pássaros e abelhas, e ao meio ambiente, podendo, inclusive, contaminar o solo e o lençol freático. É também um tipo de pesticida de alto custo. 
O nematicida biológico ou bionematicida é feito a partir de microorganismos considerados inimigos naturais dos nematoides, como espécies de fungos (como Trichoderma sp e Pochonia sp) e bactérias (como o Bacillus subtilis), combatendo o parasita em qualquer fase de seu desenvolvimento e não causam danos ao solo.
Há ainda os extratos vegetais de nim indiano e fegoso que têm ação nematicida dos seus metabólitos secundários e pela sua atuação como fertilizante orgânico. Por ser sustentável, o nematicida natural é inofensivo à saúde humana e traz impactos ambientais negativos. Tem um custo menor do que o nematida químico. Porém, há desvantagens em relação ao tipo químico, como a necessidade do controle da temperatura para manter o agente biológico vivo e ativo, além da possibilidade de não ser compatível com algumas pragas.